# Guerre ottomano-asburgiche
Le guerre ottomano-asburgiche comprendono un insieme di conflitti militari che contrapposero l'Impero ottomano e la  Casa d'Asburgo (sia austriaca che spagnola) tra il XVI ed il XIX secolo.
Le guerre si consumarono principalmente tramite campagne terrestri sul suolo ungherese ma ebbero anche importanti ripercussioni sullo scacchiere mediterraneo, dovute alla contesa dei Turchi non solo con gli Asburgo d'Austria ma anche con gli Asburgo di Spagna.
Le iniziali campagne dei Turchi in Europa orientale si chiusero con un grande successo: la decisiva vittoria ottomana a Mohács trasformò il Regno d'Ungheria in uno stato vassallo dell'Impero ottomano. Gli Asburgo, nonostante gli appoggi garantiti loro dallo status di sovrani del Sacro Romano Impero Germanico, non riuscirono, per tutto il XVI secolo, a riconquistare l'Ungheria.
La situazione di guerra costante che interessò l'Europa nel Seicento smosse le acque in favore dell'Austria. Seppur provati dagli impegni della Guerra dei Trent'anni ed ormai privi della sovranità sull'antico impero germanico (Pace di Vestfalia), gli Asburgo seppero infliggere pesanti sconfitte ad Istanbul nella seconda metà del secolo, annettendo buona parte delle terre ungheresi.
Nel Settecento, la contesa con gli Ottomani, ormai di esclusivo interesse dell'Austria, proseguì con alterne vicende. I progressi europei nel settore delle artiglierie e le loro superiori tattiche militari superarono letteralmente in valore le capacità belliche e le risorse dell'Impero ottomano, assicurando in tal modo il dominio asburgico sul fronte terrestre. Questi sviluppi furono sistematicamente implementati nel secolo successivo dall'Impero austriaco, poi austro-ungarico, che ridusse la Sublime porta a un attore sempre più di secondo piano sul palcoscenico dell'Europa orientale.
L'antica ostilità fra il Casato degli Asburgo e quello di Osman ebbe fine nel XX secolo, quando l'Impero austro-ungarico e l'Impero ottomano firmarono un'alleanza con l'Impero tedesco. I tre imperi combatterono come alleati durante la prima guerra mondiale. In seguito alla loro disfatta in quella guerra, tutti e tre si estinsero.

## Origini
Il conflitto tra gli ottomani e gli Asburgo, sovrani d'Austria e solo occasionalmente d'Ungheria, ebbe radici complesse.
Punto fondamentale della contesa fu certamente il controllo, cui entrambe le potenze miravano, sulle terre ungheresi. Per parte ottomana, l'ingresso sullo scacchiere balcanico dell'Austria significò solo un cambio di avversario nella lunga lotta che aveva contrapposto il sultano al Basileus prima ed al re d'Ungheria poi. Per parte asburgica, la lotta contro il turco ebbe subito un certo sapore di riscatto crociato dopo il dilagare delle armate musulmane nei Balcani successivo al disastro della battaglia di Nicopoli.
Certo è che lo scontro tra due potenze dell'Europa moderna, Vienna ed Istanbul, risolse contese che avevano a diverso titolo interessato diverse dinastie e diversi paesi fin dal XIV secolo.

### Guerre bizantino-ottomane e Guerre ottomano-ungheresi
Il conflitto tra gli Ottomani e l'Impero bizantino finì con il coinvolgere diversi potentati dell'Europa occidentale. L'abile politica dei Paleologi, appoggiati dalla Repubblica di Venezia, riuscì a spostare sul teatro del conflitto balcanico attori di primo piano dello scacchiere europeo. Il disastro della Battaglia di Nicopoli e della Battaglia di Varna vanificarono però i felici esiti della campagna diplomatica anti-turca del Basileus di Bisanzio.
Il buon esito della resistenza ungherese contro il sultano Murad II (1421-1451), capitanata da Giovanni Hunyadi, dimostrò, per qualche decennio, che il contenimento della minaccia turca poteva essere possibile tramite la collaborazione tra i diversi stati balcanici.

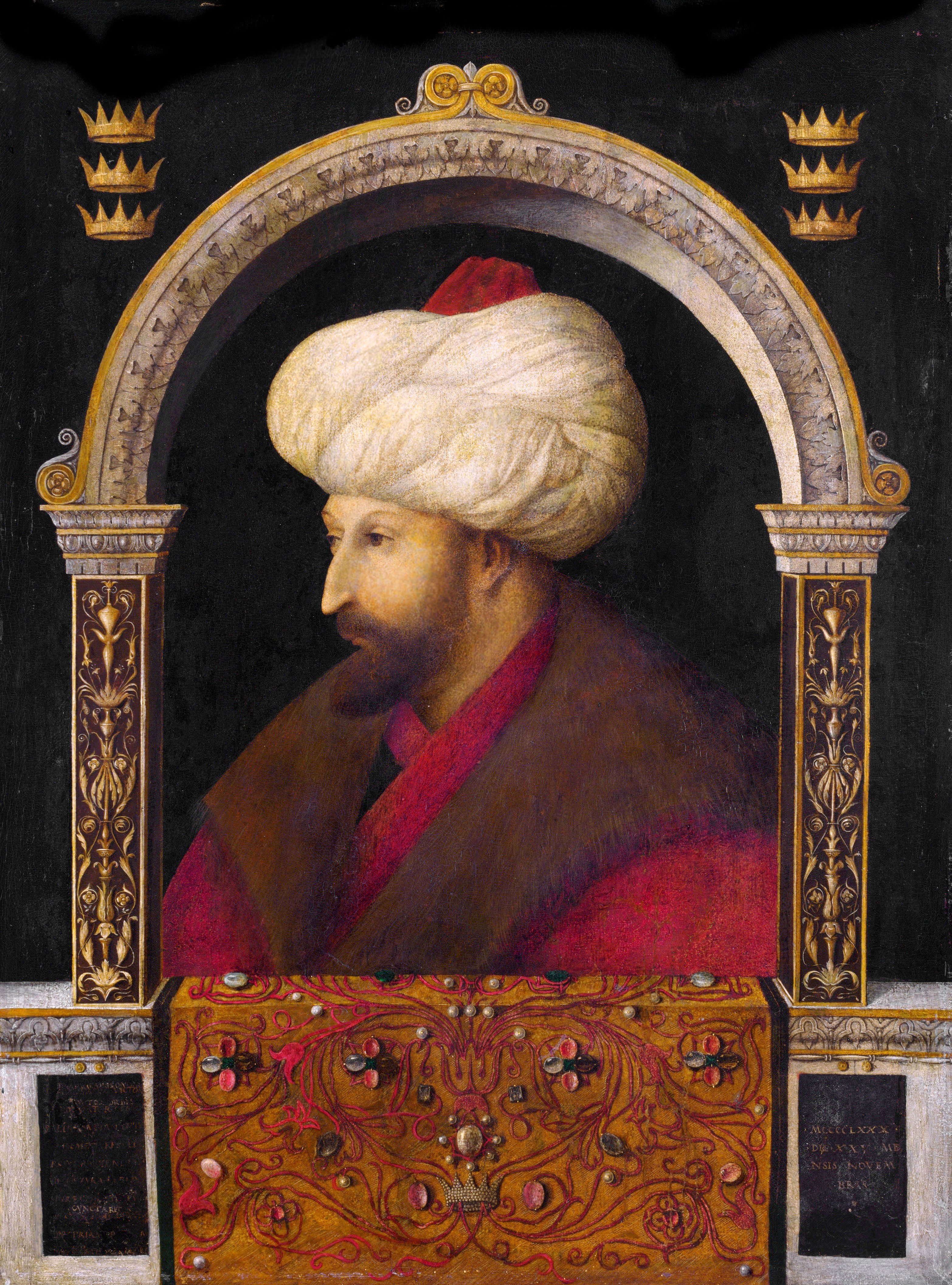
Maometto II, conquistatore di Costantinopoli, ritratto da Gentile Bellini.

Contemporaneamente alle ultime fasi del loro scontro con Bisanzio e dopo la conquista di Costantinopoli (1453) ad opera del sultano Maometto II (1451-1481), gli Ottomani dovettero impegnarsi in un conflitto costante contro i diversi potentati cristiani dell'area balcanica. Questi principi, arroccati in Albania e nei Principati danubiani, erano spesso vassalli ribelli del sultano (es. Giorgio Castriota Scanderbeg o Vlad l'Impalatore) i cui tradimenti costrinsero Istanbul ad un dispiego di mezzi che andò ben oltre i costi ed i tempi di una campagna punitiva.
La situazione sul fronte danubiano peggiorò sensibilmente con l'avvento al trono d'Ungheria del figlio di Hunyadi, Mattia Corvino (1451-1490). Nel 1479, con la Battaglia di Kenyérmezei, Mattia stroncò l'esercito di Maometto II e si garantì libertà d'azione nei principati danubiani, già agitati dalle campagne anti-turche di Vlad l'Impalatore. Nel 1481 Mattia si fece ancora più pericoloso: dapprima s'intromise negli affari ottomani in Italia (un suo contingente riconquistò per il Papa la città di Otranto, conquistata dalla flotta turca l'anno precedente), poi minacciò il trono stesso di Istanbul, intromettendosi nella contesa scoppiata tra i figli di Maometto: Bayezid II e Cem.

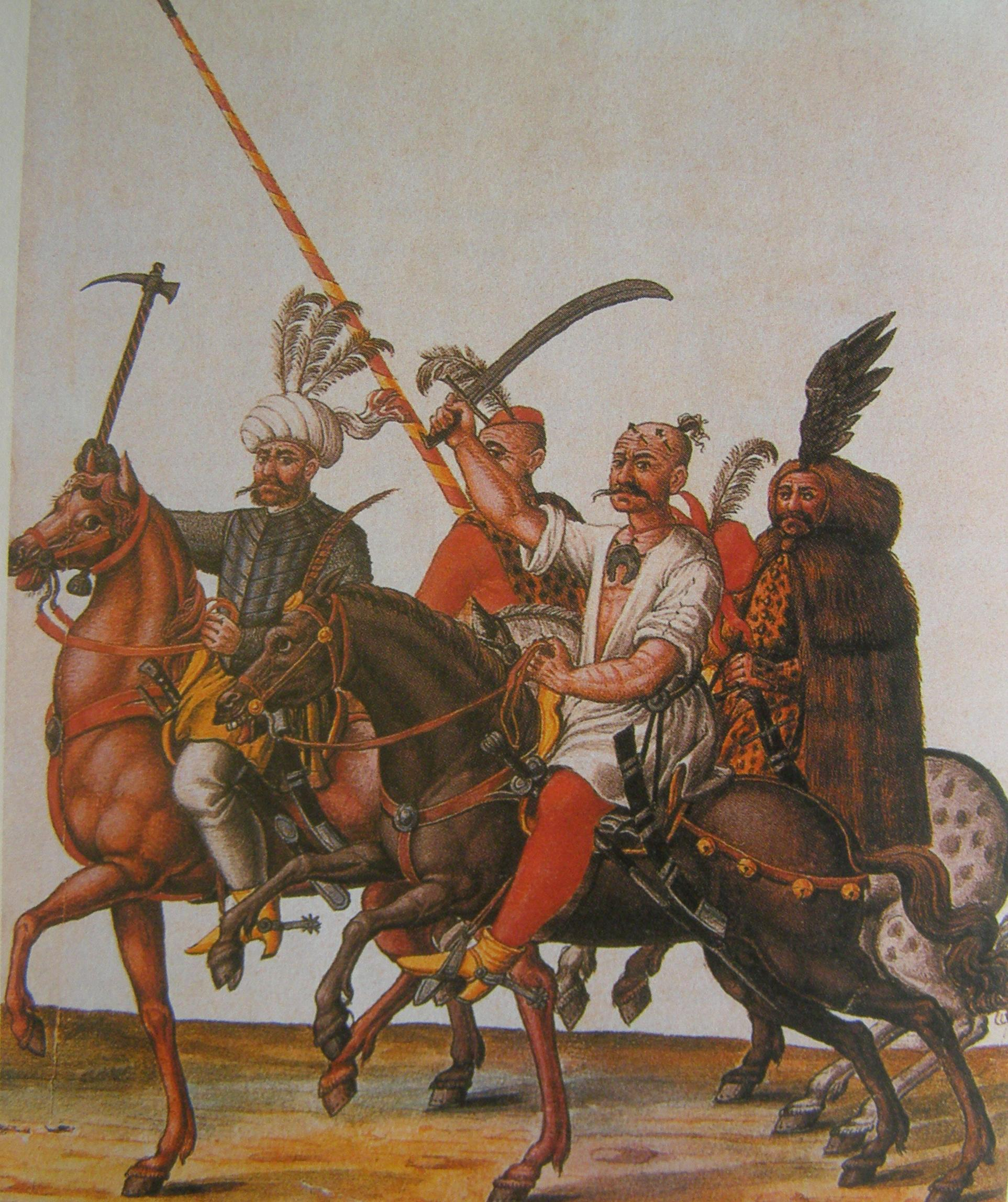
Guerrieri ottomani impegnati in una razzia (1568).

Entro il volgere del XVI secolo la Sublime Porta era comunque riuscita a contenere qualsiasi diretta minaccia contro la stabile presenza turca sul suolo europeo ed aveva reso il dominio del sultano ed il regno d'Ungheria territori confinanti.

## Le campagne di Solimano il Magnifico

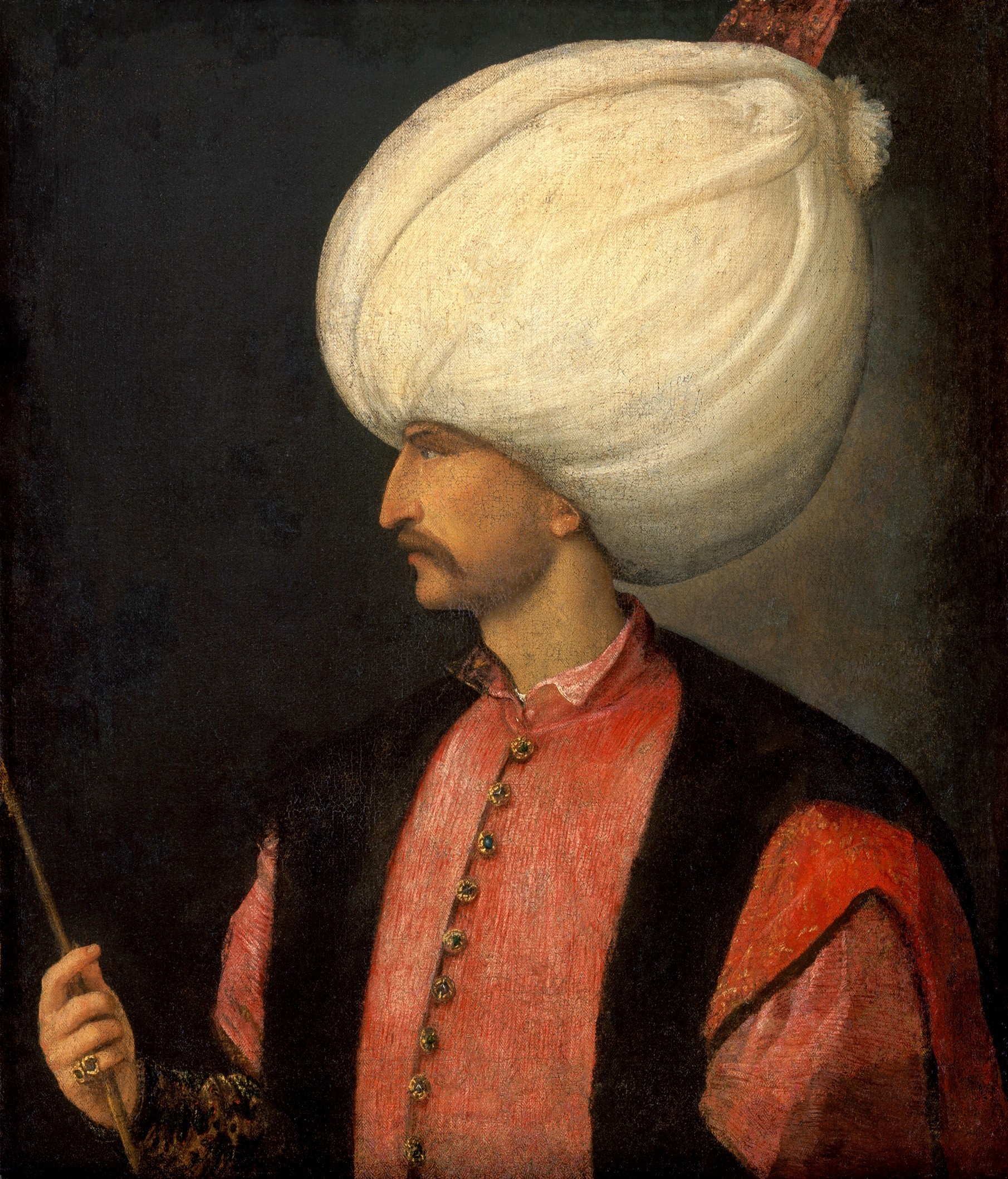
Ritratto di Solimano il Magnifico da giovane

Il regno del sultano Solimano il Magnifico (1520-1566) scombussolò il precario equilibrio vigente nei Balcani. La Serbia venne definitivamente annessa all'impero turco, con la conquista di Belgrado nel 1521, poi il sultano si volse verso l'Ungheria. Spazzando via l'avversario ungherese, l'Ottomano finì però con il trascinare nella contesa gli Asburgo.

### La fine dell'Ungheria indipendente
A seguito della disastrosa sconfitta cristiana nella battaglia di Mohács, l'Ungheria si ritrovò senza un capo: il re Luigi II era morto sul campo e la regina vedova, Maria d'Asburgo, era fuggita. Mentre Maria si rifugiava presso il fratello, il potente Arciduca d'Austria Ferdinando, i Turchi dilagarono sulle terre ungheresi.
Ferdinando d'Asburgo reclamò per sé il trono ungherese, sia come protettore della regina fuggiasca, sia perché sposo di Anna, sorella del defunto re Luigi II ed unica sua erede. Appoggiato dal potente fratello, l'imperatore Carlo V d'Asburgo, Ferdinando I venne eletto Re di Boemia, poi, alla Dieta di Bratislava, lui e sua moglie vennero riconosciuti legittimi sovrani d'Ungheria. La mossa della casa d'Asburgo cozzò contro le manovre di Solimano, che aveva sistemato sul trono appena conquistato un suo fantoccio, János Szapolyai).
L'Ungheria venne spartita in tre tronconi: la maggior parte dell'odierna Ungheria, conosciuta come Grande Alföld, fu rivendicata da Solimano, fu creato lo stato vassallo di Transilvania che venne affidato alla famiglia Zápolya e Ferdinando ottenne l'Ungheria Reale, che comprendeva l'odierna Slovacchia, la Croazia Occidentale e i territori adiacenti.
Fu l'inizio di uno dei conflitti più lunghi ed articolati nella storia dell'Europa.

### L'avanzata austriaca

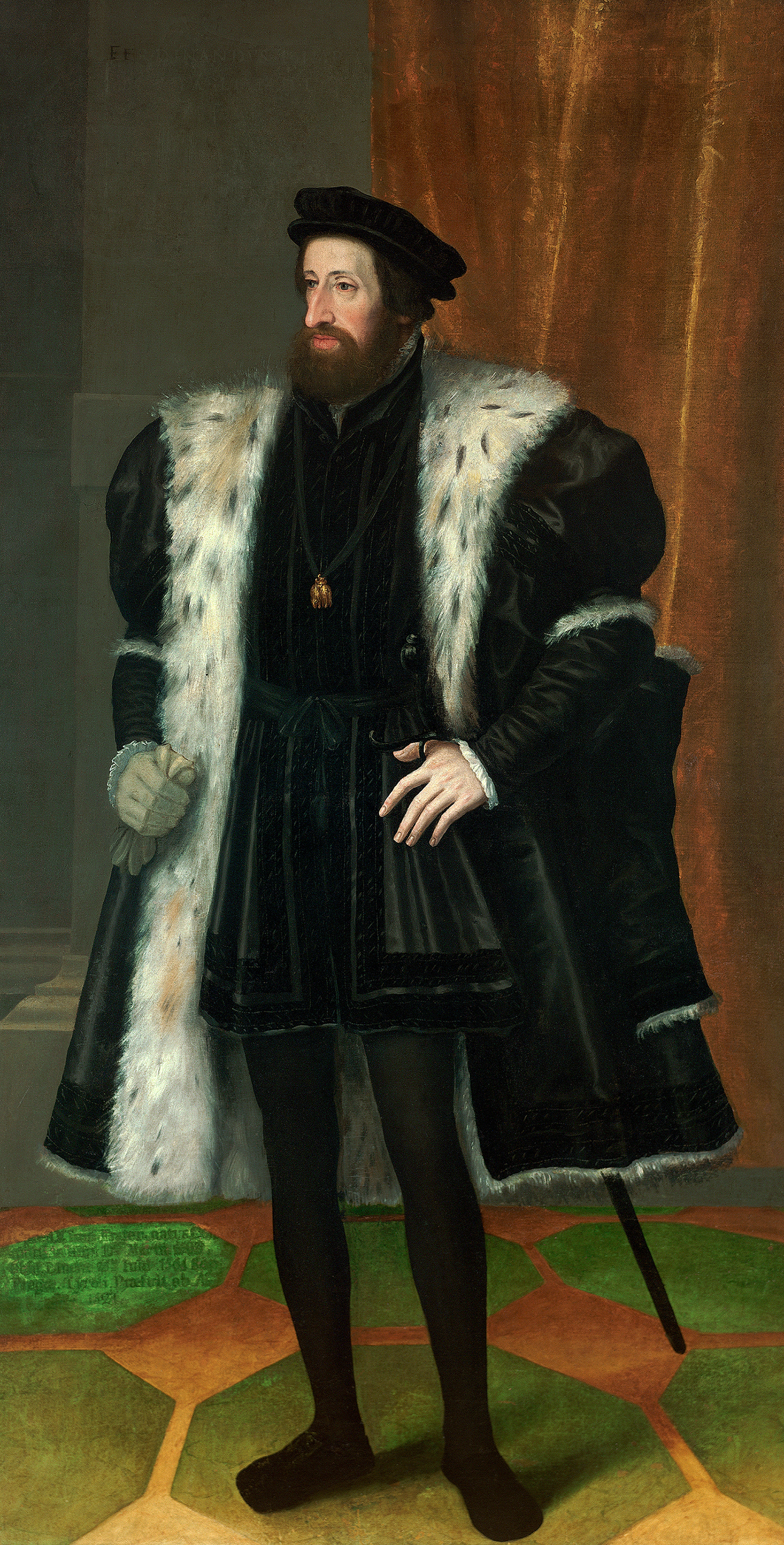
Ferdinando I d'Asburgo

Nel 1527 Ferdinando I attaccò l'Ungheria, deciso a cacciare János Szapolyai dal trono di Buda. Szapolyai venne sconfitto a Tarcal (settembre 1527) ed a Szina (marzo 1528). Costretto a fuggire da Buda, János si ritirò nel sud dell'Ungheria, in attesa di rinforzi. Solimano fu lento a reagire ma alla fine (10 maggio 1529) inviò in aiuto dello stato vassallo un esercito imponente (100 000 uomini).

### Assedio di Vienna

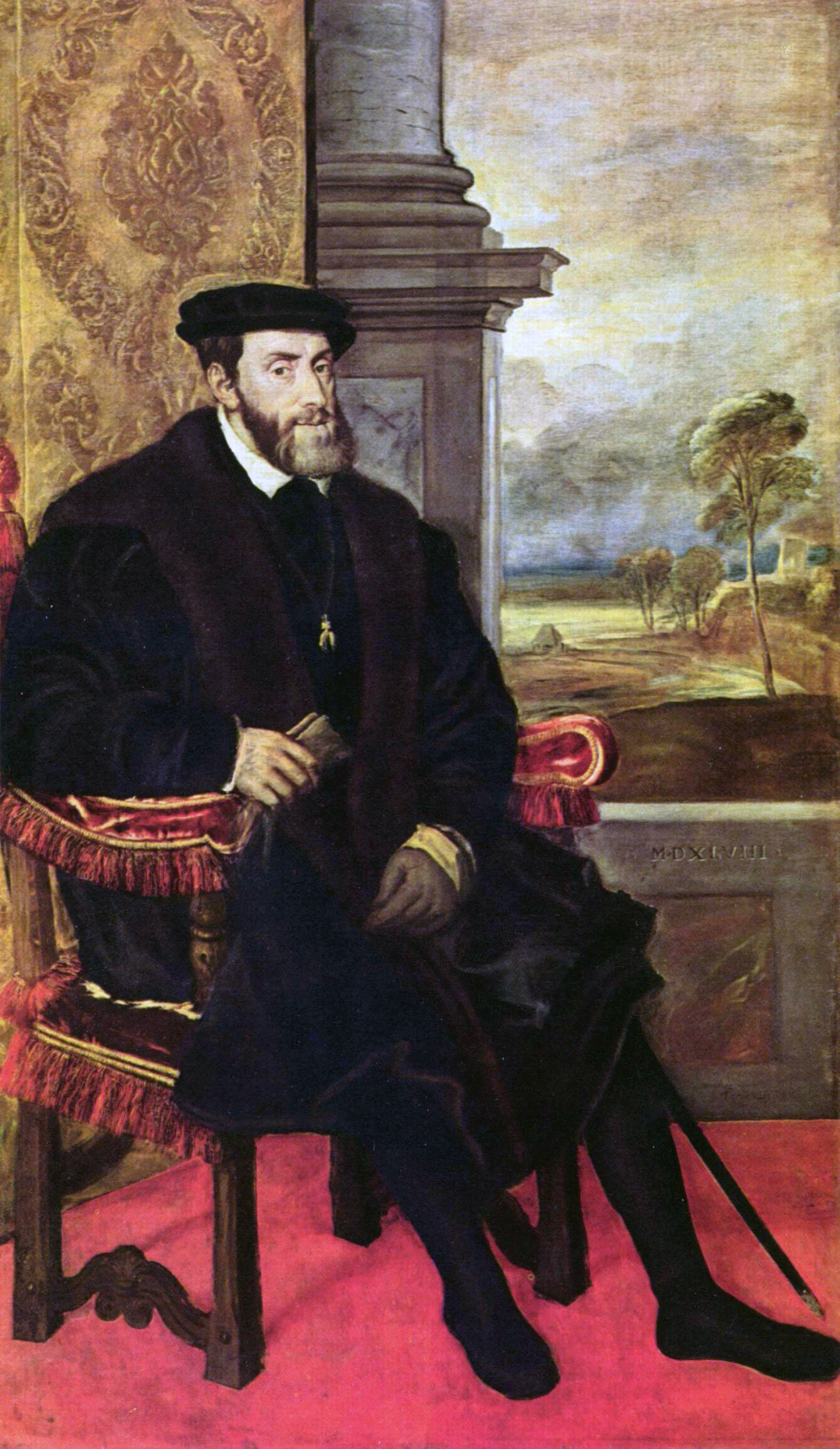
Carlo V d'Asburgo, ritratto da Tiziano (1548).

Solimano strappò facilmente a Ferdinando la gran parte delle conquiste, che questo aveva compiuto nei due anni precedenti e, con il disappunto di Ferdinando I, solo la fortezza di Bratislava resistette. Considerando la grandezza dell'esercito di Solimano e la devastazione effettuata sull'Ungheria pochi anni prima, non c'è da sorprendersi se la volontà di resistere allo stato allora più potente del mondo venne a mancare in molti degli insediamenti da poco sotto il presidio degli Asburgo.
Il Sultano arrivò a Vienna il 27 settembre dello stesso anno. L'esercito di Ferdinando contava circa 16 000 soldati, venendo così superato con un rapporto di circa 7 a 1, e le mura di Vienna (spesse circa 2 metri in alcune parti) furono un invito per i cannoni ottomani. Ciò nonostante Ferdinando difese Vienna con grande vigore. Il 12 ottobre, dopo aver minato e contro-minato, venne radunato un consiglio di guerra ottomano e il 14 ottobre gli Ottomani abbandonarono l'assedio. La ritirata dell'esercito ottomano venne intralciata dalla fiera resistenza di Bratislava che, ancora una volta, bombardò gli Ottomani. Le prime nevicate resero le cose ancora peggiori e ci vollero altri tre anni prima che Solimano potesse fare campagna in Ungheria.

### Piccola Guerra (ca. 1530-1552)
Dopo la sconfitta a Vienna, il Sultano ottomano dovette volgere la sua attenzione verso altre parti del suo sterminato dominio. Avvantaggiandosi di questa assenza, l'Arciduca Ferdinando lanciò un'offensiva nel 1530, durante la quale si riprese Gran ed altre roccaforti. Un assalto a Buda venne ostacolato solamente dalla presenza di soldati turchi ottomani.
Proprio com'era accaduto con la precedente offensiva austriaca, il ritorno degli Ottomani costrinse nuovamente gli Asburgo in Austria a ritornare sulla difensiva. Nel 1532 Solimano inviò un enorme esercito per prendere Vienna. Tuttavia, l'esercito compì un altro tragitto verso Kőszeg. Dopo un'eroica difesa da parte di una forza austriaca composta da soli 700 soldati, i difensori accettarono una resa "onorevole" della fortezza in cambio della loro salvezza. Dopo questo attacco, il Sultano si ritirò appagato dal suo successo e riconoscendo le limitate conquiste austriache in Ungheria, mentre al contempo costrinse Ferdinando a riconoscere János Szapolyai come Re di Ungheria.
Mentre la pace tra Austriaci e Ottomani sarebbe dovuta durare per nove anni, János Szapolyai e Ferdinando trovarono conveniente continuare a combattersi con schermaglie lungo i loro rispettivi confini. Nel 1537 Ferdinando ruppe il trattato di pace, inviando i suoi generali più abili a compiere un disastroso assedio a Osijek, che alla fine divenne un altro trionfo ottomano.
Nel 1540 la morte di Janós Szapolyai portò l'Austria ad avanzare nuovamente verso Buda. Ancora una volta, l'esercito austriaco fu annientato da Solimano; il più anziano Generale austriaco, Roggendorf, dimostrò tutta la sua incompetenza. Solimano quindi massacrò le truppe austriache rimanenti e procedette ad annettere de facto l'Ungheria. Nel 1551, quando venne imposto un trattato di pace, l'Ungheria asburgica era stata ridotta a null'altro che una terra di confine. Tuttavia, ad Eger, gli Austriaci ottennero una sorprendente vittoria, in parte grazie agli sforzi dei civili presenti.
La Piccola guerra vide opportunità sprecate da entrambi i lati; i tentativi austriaci di incrementare la propria influenza sull'Ungheria furono fallimentari proprio come gli assalti ottomani a Vienna.

### L'ultima campagna di Solimano e la Pace di Adrianopoli
Il Magnifico tornò ad attaccare le terre ungheresi nel 1566, credendo che una vittoria gli avrebbe potuto regalare la felicità di cui aveva bisogno nella sua tarda età. Era di gran lunga troppo anziano per condurre una campagna e morì poco dopo, durante l'Assedio di Szigetvár. La dipartita del sultano convinse il suo vizir, Mehmet Pascià, della necessità di interrompere il conflitto contro l'imperatore Massimiliano II d'Asburgo per meglio gestire la successione al trono. Gli accordi del Trattato di Adrianopoli, decisamente favorevoli alla Sublime Porta, sancirono il dominio turco sulle terre ungheresi e fissarono il tributo annuo che Vienna avrebbe dovuto pagare per mantenere lo status quo. Restavano comunque ancora aperte le fondamentali questioni della spinta turca all'espansione nel Mediterraneo e del controllo sui Principati danubiani.

## La Guerra Ottomano-Asburgica nel Mediterraneo

### Origini
Così come per il conflitto combattuto nei Balcani, lo scontro tra la casa d'Asburgo e il casato di Osman nel Mediterraneo si configurò come l'evoluzione di un conflitto più ampio che aveva visto Istanbul contrapporsi ad altri avversari.
Sin dagli inizi del Quattrocento, gli Ottomani avevano iniziato a dotarsi di una propria marina, ricorrendo alle capacità dei greci delle regioni sottomesse, portando ai primi scontri con le flotte di Venezia, che dal Duecento controllava un impero coloniale (lo Stato da Mar) costruito a discapito dei possedimenti costieri di Costantinopoli.
Dall'isola di Rodi, i Cavalieri Ospitalieri compivano razzie corsare contro le coste musulmane fin dal 1309. Già i Mamelucchi d'Egitto avevano attaccato nel 1444 l'isola, per stroncare la pirateria cristiana. Contro i Cavalieri-corsari si mosse Maometto II, che, dopo la caduta di Costantinopoli, vedeva in loro i suoi nemici principali: l'Assedio di Rodi del 1480 si concluse però con una netta vittoria cristiana.
Così come per il conflitto combattuto nei Balcani, anche nel Mediterraneo gli equilibri tra le potenze vennero pesantemente incrinati dall'aggressiva politica di Solimano il Magnifico.

Nel 1522 il nuovo assedio di Rodi arrise ai Turchi, che cacciarono gli Ospitalieri dall'isola. I Cavalieri-corsari ripararono in Italia e poi (1530) si stabilirono a Malta, donata loro dall'imperatore Carlo V, e ne fecero il nuovo snodo strategico dal quale gestire i loro attacchi contro l'Islam.

### Il corsaro Barbarossa

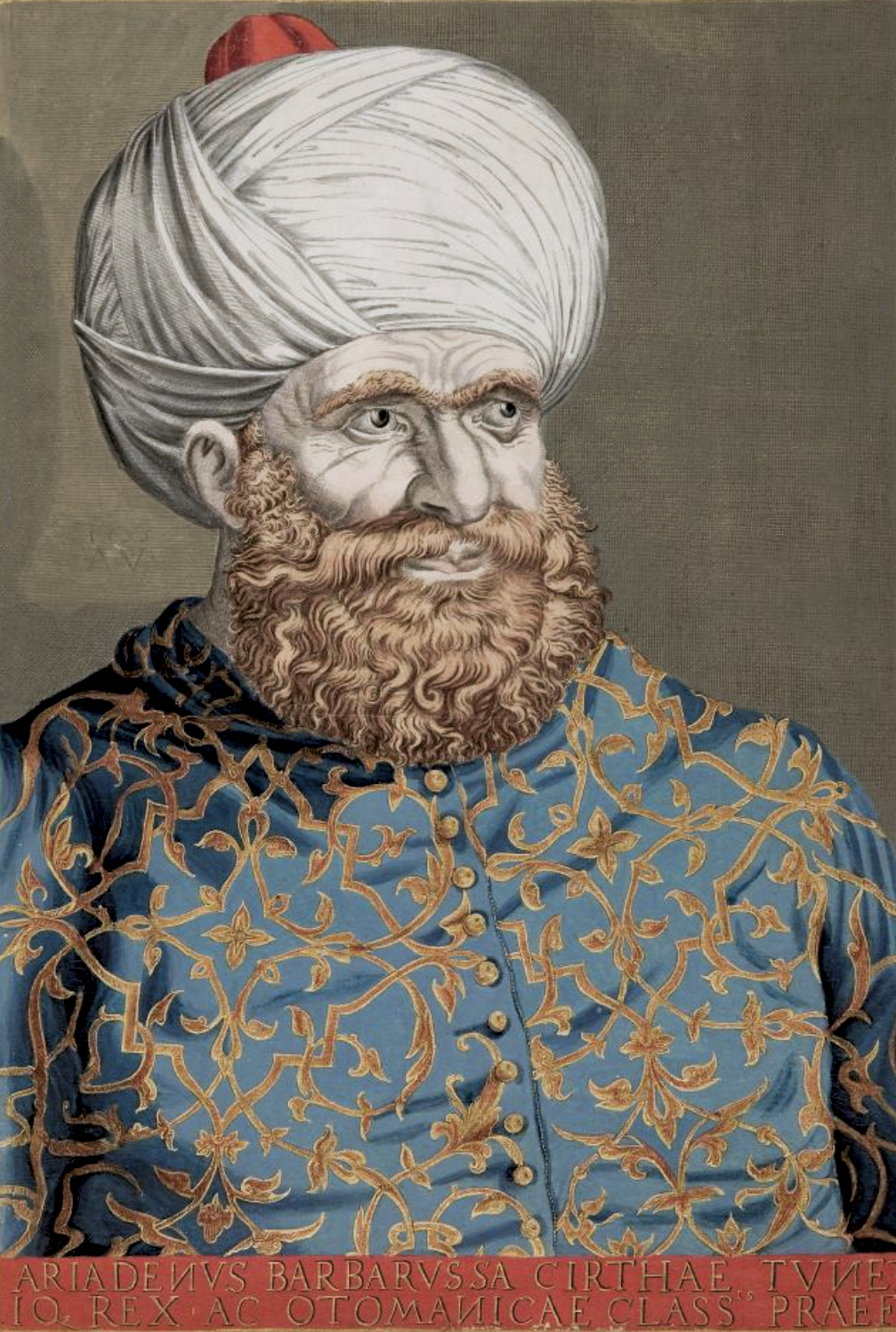
Il Kapudanpaşa Khayr al-Din, detto in Occidente Ariadeno Barbarossa, in un ritratto quattrocentesco

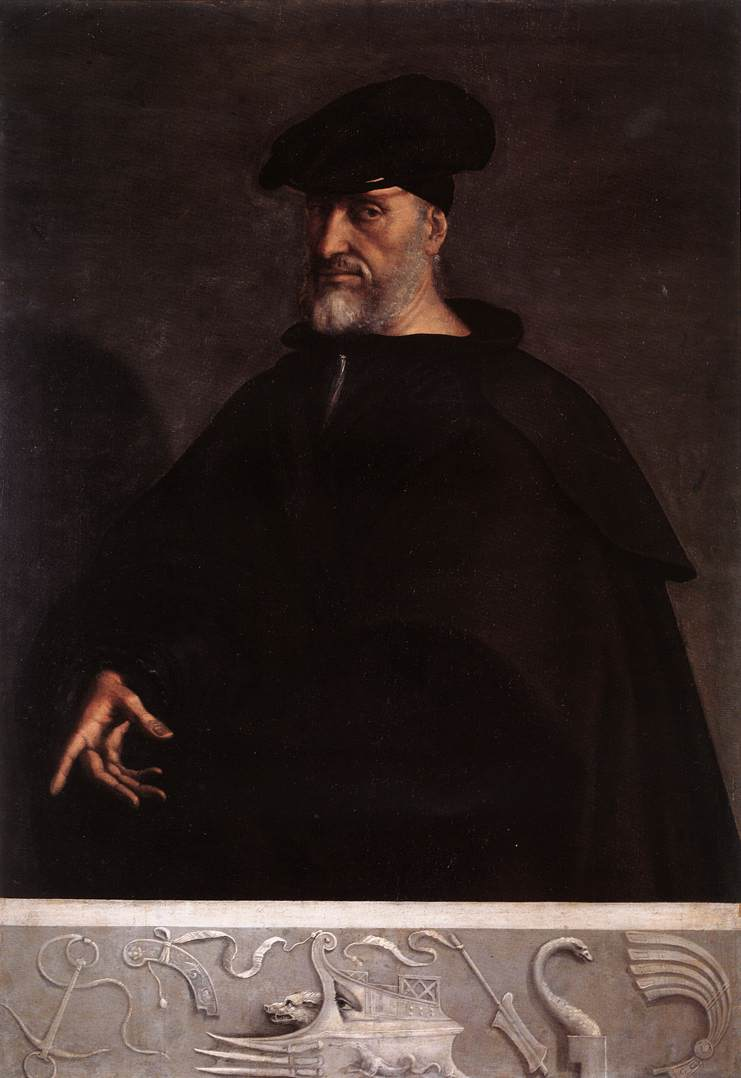
Andrea Doria nel 1526

Mentre Solimano contendeva il controllo dell'Ungheria a Ferdinando d'Asburgo, i suoi ammiragli minavano gli interessi dell'imperatore Carlo V in Italia e nel Mediterraneo.
Nel 1537, il Barbarossa, un pirata divenuto Kapudanpaşa del sultano, strappò a Venezia le Isole egee e ioniche ed annesse il Ducato di Nasso all'Impero ottomano. Assediò poi la roccaforte veneziana di Corfù e devastò le coste italiane controllate dagli Spagnoli. Papa Paolo III (febbraio 1538) riunì nella Lega Santa il Papato, il regno di Spagna, la Repubblica di Genova, la Repubblica di Venezia ed i Cavalieri di Malta. La flotta della lega venne affidata all'abile ammiraglio genovese Andrea Doria, al servizio dell'Imperatore Carlo. Nonostante la superiorità numerica, la flotta cristiana venne però pesantemente battuta da Khayr al-Din a Prevesa (settembre 1538).
Entro il 1539 Barbarossa catturò quasi tutti i rimanenti avamposti cristiani nel mar Ionio e nel mar Egeo. Un trattato di pace tra Venezia e l'Impero ottomano venne firmato nell'ottobre del 1540: secondo i termini, i Turchi presero il controllo dei possedimenti veneziani in Morea e in Dalmazia e delle isole precedentemente veneziane nei mari Egeo, Ionio e Adriatico orientale. Venezia dovette inoltre pagare un indennizzo di guerra di 300 000 ducati d'oro alla Sublime Porta.
Nel 1540 i corsari barbareschi, nominalmente sottomessi all'autorità di Solimano, iniziarono a razziare le navi e le coste cristiane. Nel 1549 il capitano Dragut attaccò la Liguria e l'anno dopo le Baleari spagnole. Nel 1551 Dragut e Sinan Pascià strapparono Gozo e Tripoli ai Cavalieri di Malta. Nel 1559 Dragut organizzò nuovi attacchi contro la costa orientale della Spagna. Filippo d'Asburgo organizzò una spedizione navale per cacciare i corsari dalla loro base a Tripoli ma l'attacco si concluse con uno smacco: a Gerba, il kapudanpasha Piyale Pascià distrusse metà della flotta cristiana (maggio 1560). Questo evento segnò l'apice della dominazione ottomana nelle acque mediterranee. La flotta del sultano era riuscita a respingere con successo gli attacchi di Venezia e della Spagna, le due potenze allora dominanti nel Mediterraneo, riuscendo così a stabilire un nuovo ordine nelle potenze marittime tra Europa ed Africa.
Nel Cinquecento il Mediterraneo era ormai diventato un "lago islamico", ove i corsari barbareschi compivano razzie e depredavano i convogli navali con ingenti danni per i cristiani. Il "terrore turco" nel Mediterraneo sarebbe durato per un decennio.

### Malta

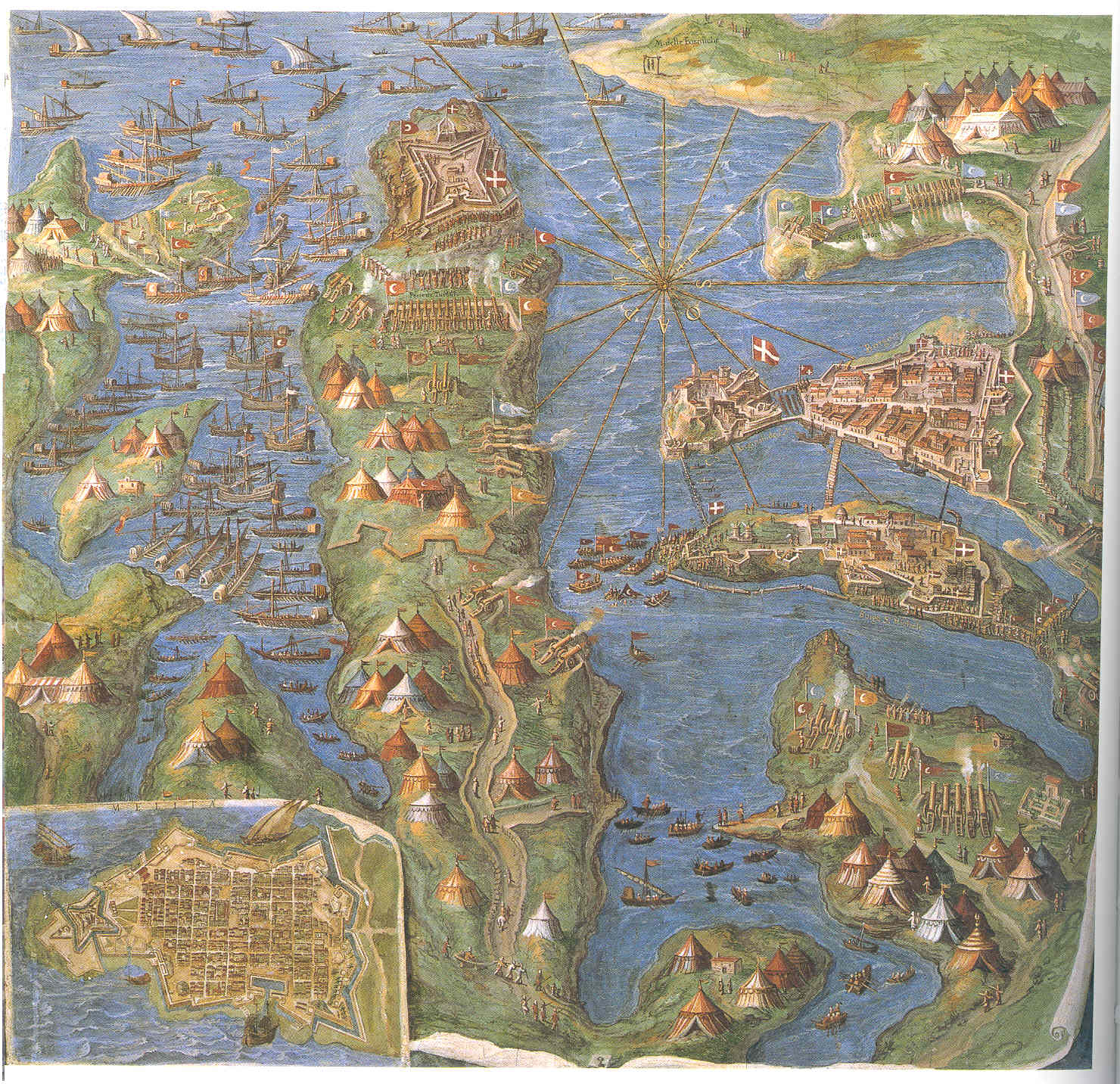
L'assedio di Malta (1565) nelle mappe contemporanee Musei Vaticani)

Nel 1565 l'anziano sultano Solimano risolse di chiudere una volta per tutte il confronto anfibio con la cristianità distruggendo l'isola che ospitava il nuovo quartier generale dei Cavalieri Ospitalieri (ormai Cavalieri di Malta). L'Assedio di Malta, guidato da diversi ammiragli e generali ottomani tra cui Dragut, Lala Kara Mustafa Pascià e Piyale Pascià, cominciò il 18 maggio. Dopo quattro mesi di strenui combattimenti, in settembre truppe reclutate in rinforzo dal re di Spagna Filippo d'Asburgo salparono da Messina e raggiunsero Malta. Le forze ottomane vennero pesantemente sconfitte nella piana di Pietranera ed il 12 settembre l'ammiraglio Piyale si ritirò dall'isola.
Solimano pianificò un nuovo assalto contro Malta per il 1566, deciso a sferrare il colpo di grazia. Agenti segreti dei Cavalieri riuscirono però ad introdursi nell'Arsenale di Istanbul durante l'inverno ed a distruggere la flotta. Visti frustrati i tentativi di conquista dell'isola corsara, il sultano risolse di concentrarsi sul conflitto terrestre con gli Asburgo.

### Cipro

La battaglia di Lepanto.

Dopo gli accordi di pace di Adrianopoli, che pacificarono il confine ungherese tra Asburgo ed Ottomani, il sultano Selim II risolse di conquistare Cipro (1568). Entro il 1570, Venezia ed Istanbul, in pace forzata dal 1540, erano pronte per riprendere le armi. Filippo II di Spagna, figlio ed erede di Carlo V d'Asburgo, promise aiuti alla Serenissima, ma l'alleanza cristiana non riuscì ad impedire l'assedio turco alla rocca veneziana di Famagosta. Dopo un anno di assedio, nell'agosto del 1571, Famagosta si arrese, ma per ordine del comandante ottomano Lala Kara Pascià la guarnigione cristiana venne massacrata e venne fatto scempio dei corpi degli ufficiali veneziani.
Per vendicare Famagosta, una potente flotta cristiana, radunata dalla Lega Santa di Papa Pio V, venne messa agli ordini di Don Giovanni d'Austria. La flotta crociata e la flotta ottomana di Mehmet Alì Pascià si scontrarono nella Battaglia di Lepanto, conclusasi con una schiacciante vittoria cristiana. L'impatto psicologico della battaglia fu fortissimo, sia in campo cristiano che in campo turco: Istanbul aveva per la prima volta perso uno scontro risolutivo contro l'Europa cristiana, che gli sarebbe costato il controllo sul Mediterraneo occidentale (sia per il rafforzarsi della Spagna, che per la nuova politica indipendentista dei barbareschi nel Magreb). La mancanza di coesione tra i vincitori, soprattutto l'aperto scontro tra Filippo II e la Serenissima, impedì ai crociati di sfruttare adeguatamente la vittoria. Cipro non venne riconquistata e Venezia fu costretta a firmare un armistizio ben al di sotto delle sue aspettative il 7 marzo 1573.

## Lunga Guerra (1593-1606)

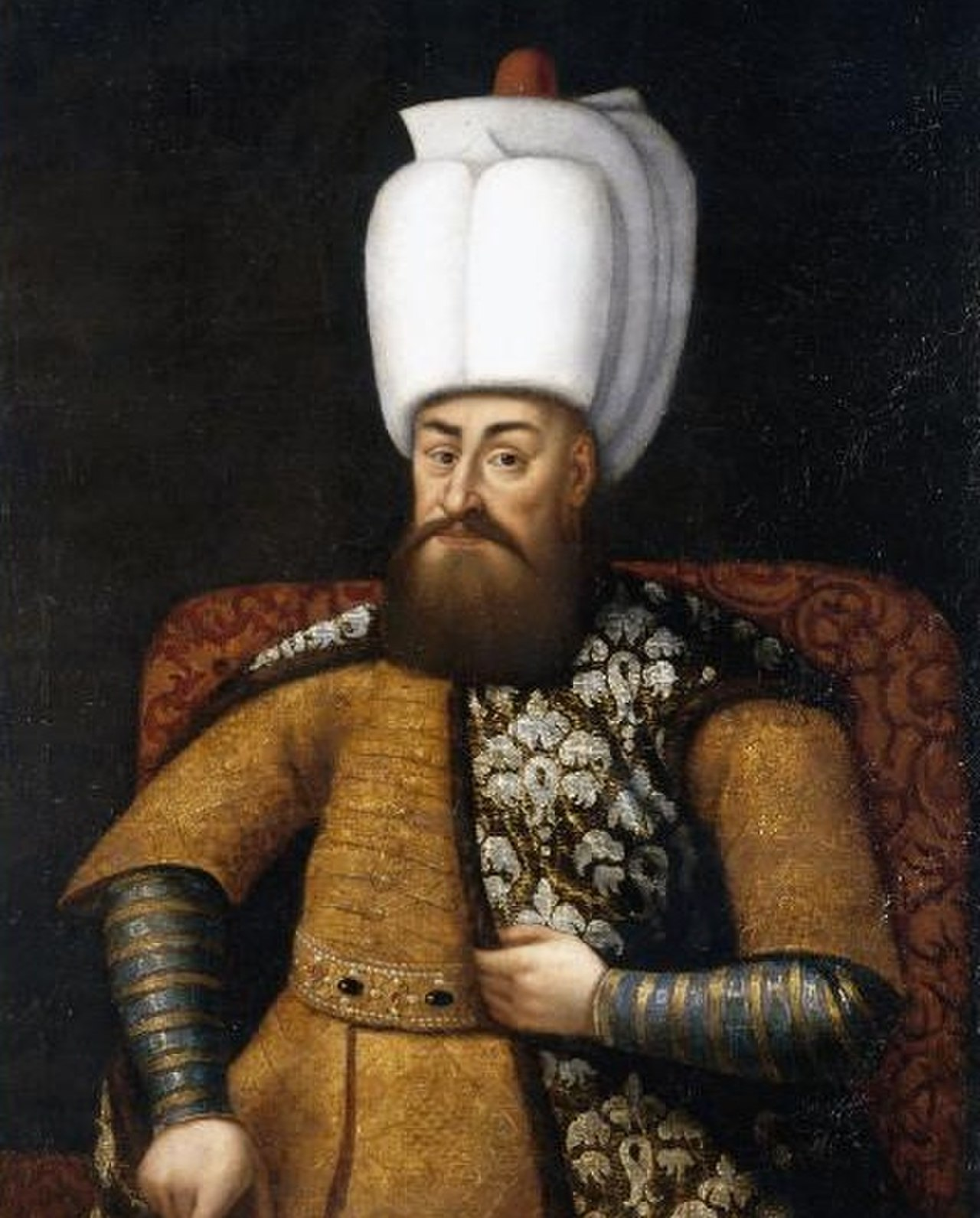
Il Sultano Murad III

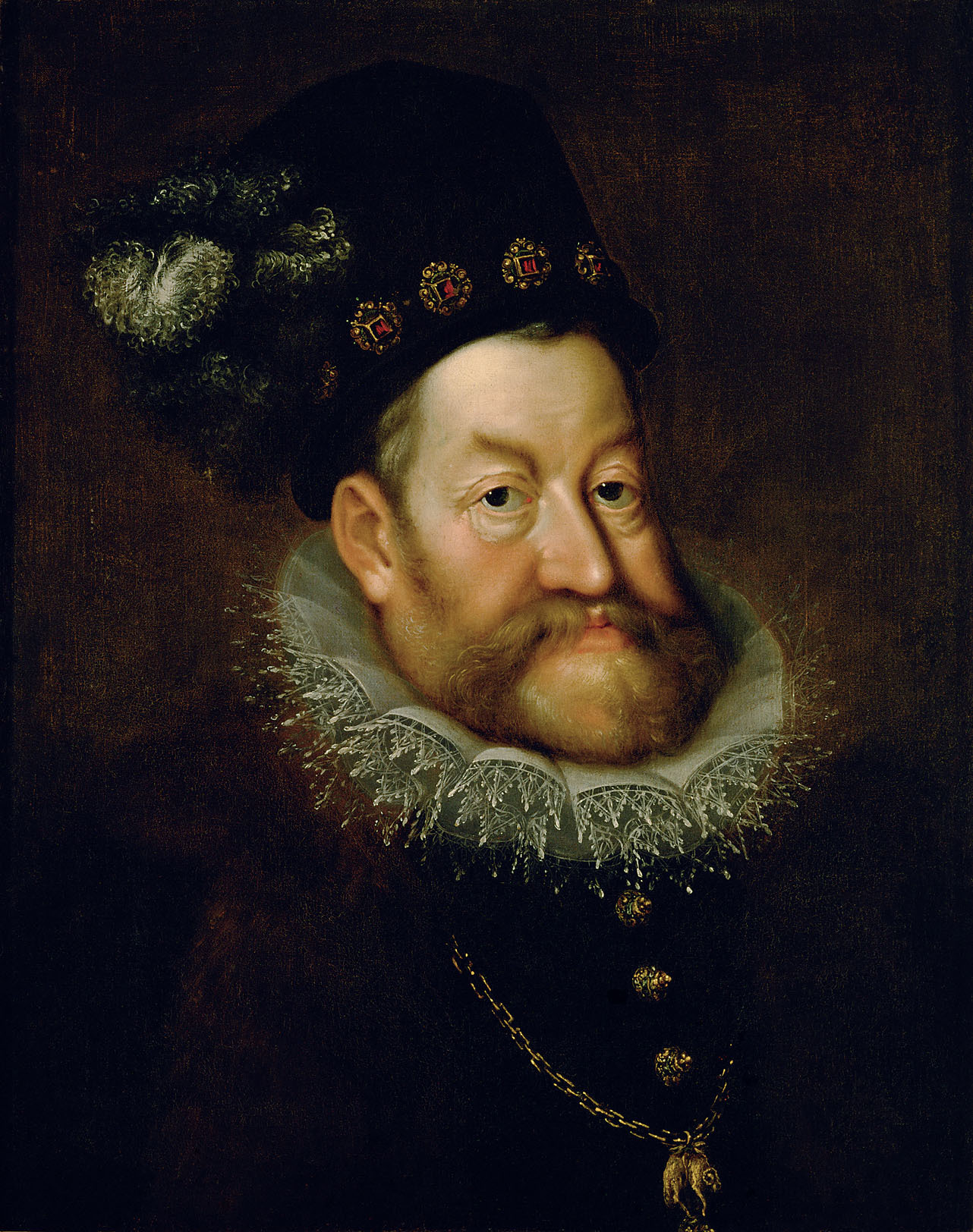
L'imperatore Rodolfo II d'Asburgo

Nel 1593 l'imperatore d'Asburgo Rodolfo II ed il sultano Murad III ruppero la tregua sancita ad Adrianopoli nel 1568. Il conflitto si protrasse per tredici anni (1593-1606) e coinvolse in modo massiccio i voivoda dei principati danubiani: tra i tanti, fondamentali Sigismondo Báthory di Transilvania e Michele il Coraggioso di Valacchia. Apertosi con un'inaspettata vittoria cristiana nella Battaglia di Călugăreni (23 agosto 1595), il conflitto registrò una pesante sconfitta per il fronte crociato nella Battaglia di Keresztes (24-26 ottobre 1596). La situazione venne poi ulteriormente complicata dallo scoppio della Guerra dei Magnati di Moldavia che trascinò sul fronte danubiano gli interessi della potente Confederazione Polacco-Lituana, nominalmente avversaria sia degli Asburgo che della Sublime Porta.
Gli scontri diretti tra gli Asburgo e i Turchi si raffreddarono nel 1599. A partire dal 1600 gli sforzi bellici dei generali austriaci mirarono a sottomettere la Transilvania, annessa ai domini asburgici, ma rapidamente ribellatasi al giogo di Vienna. Il sultano Ahmed I finanziò i ribelli transilvani di István Bocskai (1604), preferendo concentrare le sue truppe sul confine iraniano per contrastare le vittorie dello Scià Abbas il Grande dei Safavidi di Persia. Per parte asburgica, il cattivo andamento delle operazioni in Ungheria ebbe come immediata conseguenza l'allontanamento dal potere effettivo dell'imperatore Rodolfo II (1605).
Il conflitto venne chiuso dalla Pace di Zsitvatorok (11 novembre 1606), voluta dal nuovo imperatore Mattia, che confermò l'incapacità ottomana di penetrare ulteriormente nei territori degli Asburgo e garantì ad ambo le parti confini stabili per mezzo secolo, con reciproco beneficio.

## Il Seicento e le Guerre Austro-Turche

### Strascichi ungheresi nella Guerra dei Trent'anni

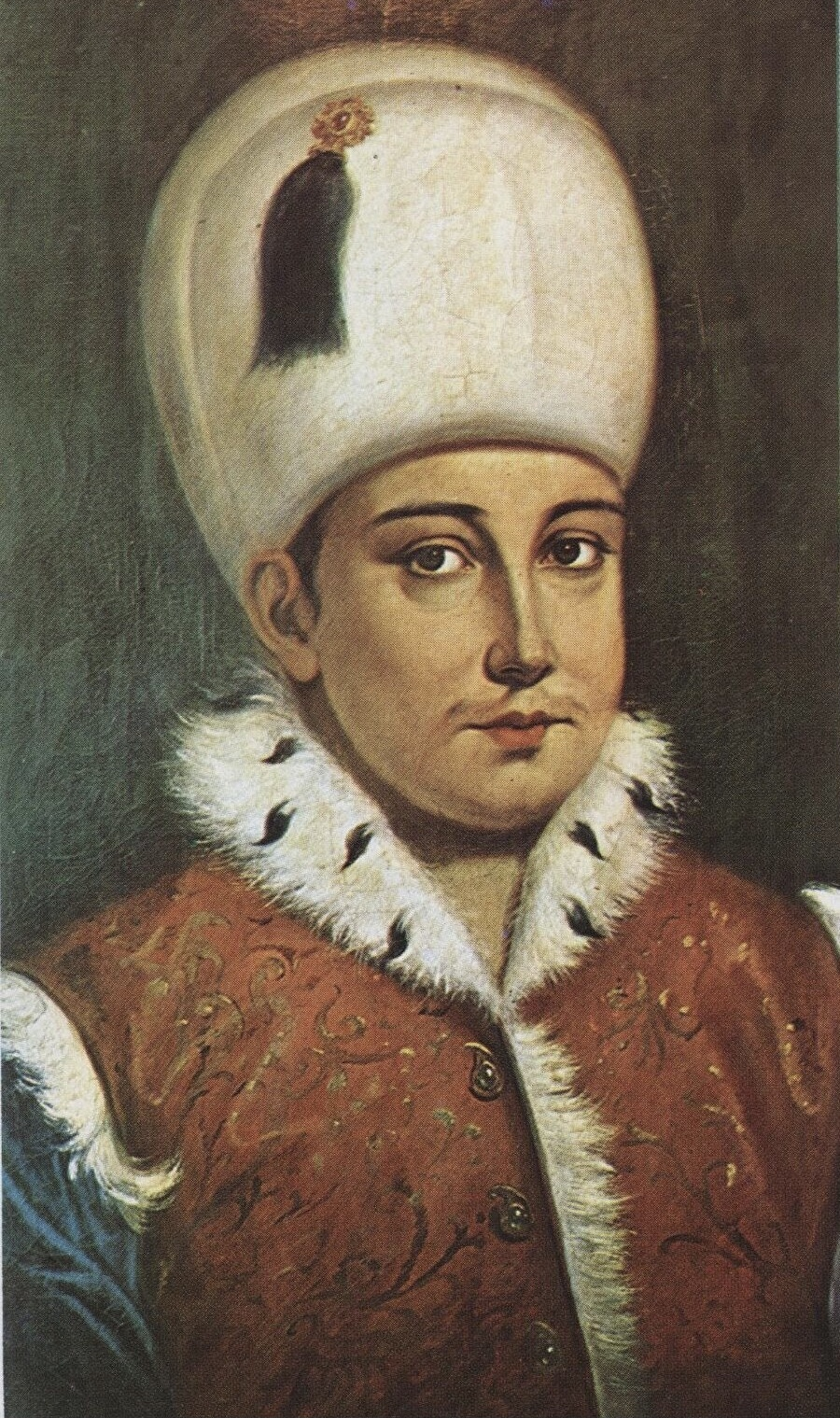
Il sultano Osman II.

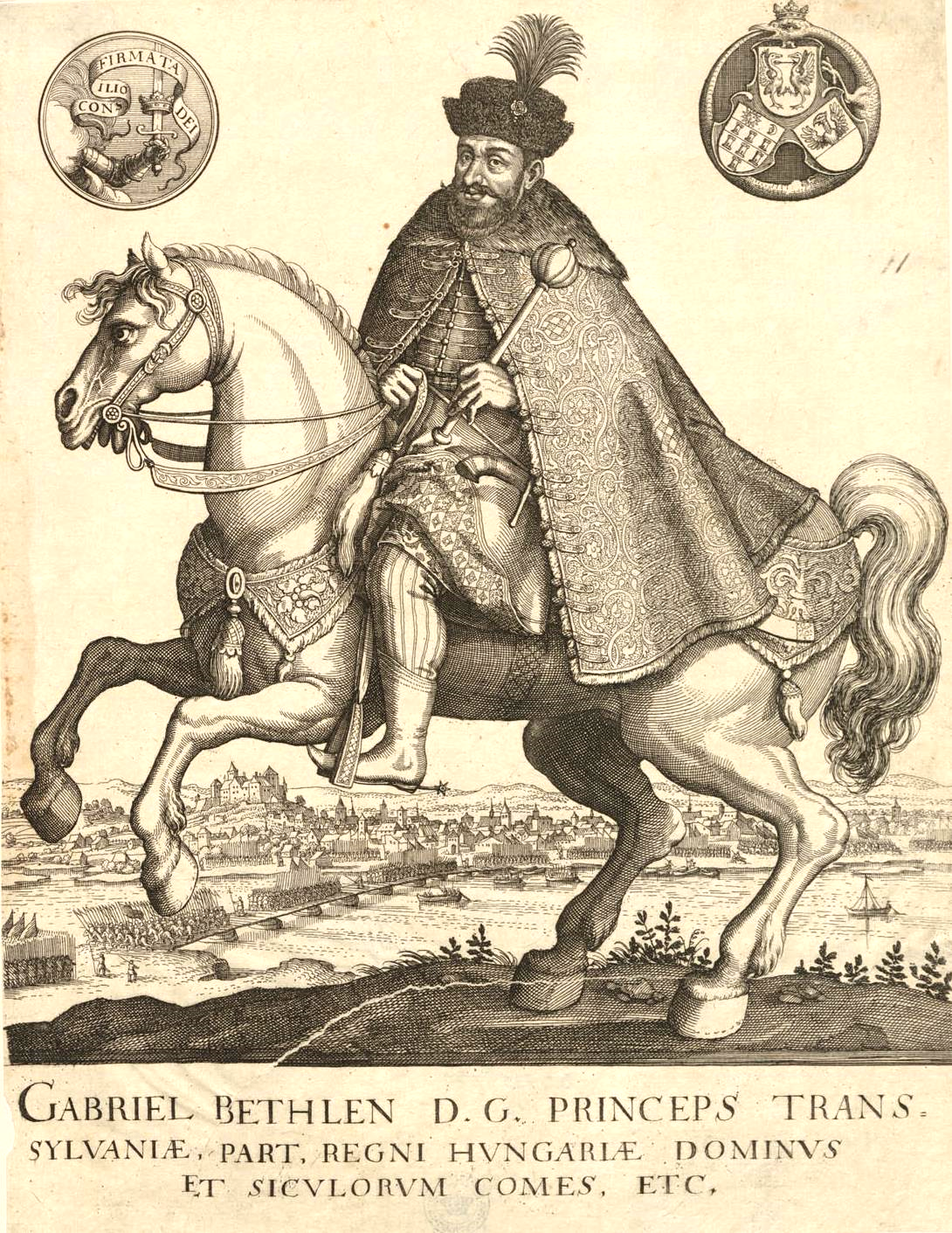
Gabriele Bethlen in una stampa dell'epoca.

Nel 1618 ebbe origine il conflitto che per oltre un quarto di secolo trasformò i tanti focolai bellici dell'Europa seicentesca in un conflitto totale: la Guerra dei trent'anni. Concretizzatasi con l'avvio di una ribellione boema al dominio della casa d'Asburgo, la Guerra dei trent'anni ebbe subito massicce ripercussioni nell'area danubiana. Il nuovo voivoda di Transilvania, Gabriele Bethlen, accettò di allearsi con i protestanti boemi contro gli Asburgo, per estendere i suoi domini in Moravia, Boemia e Slesia. Già alleato dei Turchi, che lo avevano messo sul trono al posto di Gabriele Báthory, Bethlen rinnovò la sua alleanza con il giovane sultano Osman II e mosse verso Vienna al seguito del conte von Thurm.
Involontario alleato degli Asburgo nel contenimento del fronte danubiano fu la Confederazione Polacco-Lituana. Se infatti, da un lato, i magnati ed il Grand Hetman di Lituania Stanisław Żółkiewski si erano limitati ad avanzare formale richiesta di un'alleanza anti-turca a Bethlen, il sovrano polacco, Sigismondo Vasa si avvicinò nel 1619 all'arciduca d'Austria Ferdinando II d'Asburgo che promise all'erede di Sigismondo, Ladislao, gli antichi territori polacchi della Slesia in cambio di appoggio contro i protestanti. Sigismondo III risolse di aiutare privatamente gli Asburgo: assoldò una banda di mercenari, i Lisowczycy, e li spedì a mettere a ferro e fuoco la Transilvania, retta da Giorgio I Rákóczi, costringendo così Bethlen a desistere dall'assedio di Vienna. Nonostante l'appoggio di Sigismondo, Ferdinando non mantenne fede alle sue promesse di cedere la Slesia, ne aiutò la Confederazione contro i Turchi; addirittura, pare che l'Asburgo si fosse impegnato a mantenere guasti i rapporti tra Sigismondo III ed il sultano per sfruttare a proprio vantaggio la situazione (nel 1620 sarebbe infatti scoppiata la Prima guerra polacco-ottomana). I Lisowczycy continuarono a combattere per la causa degli Asburgo, prendendo infine parte alla Battaglia della Montagna Bianca (1621).

### La Guerra austro-turca (1663-1664)

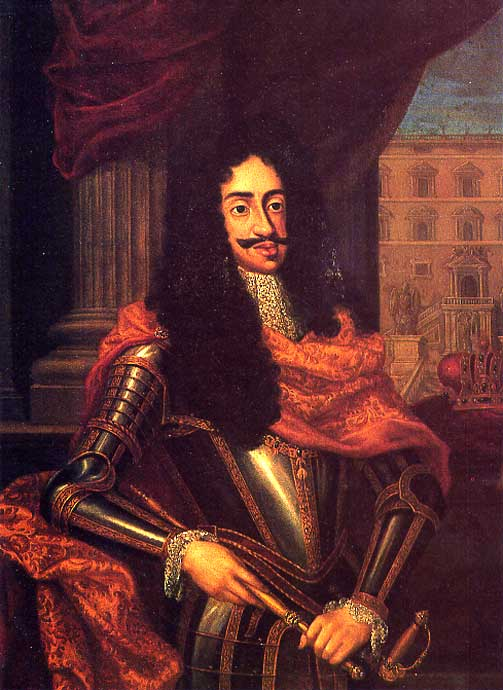
L'imperatore Leopoldo I d'Asburgo

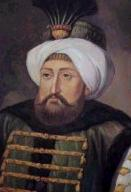
Il sultano Mehmed IV

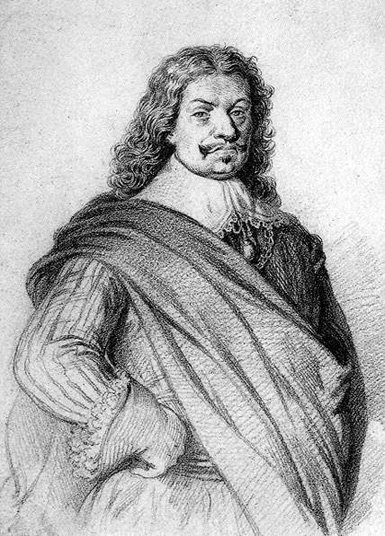
Raimondo Montecuccoli

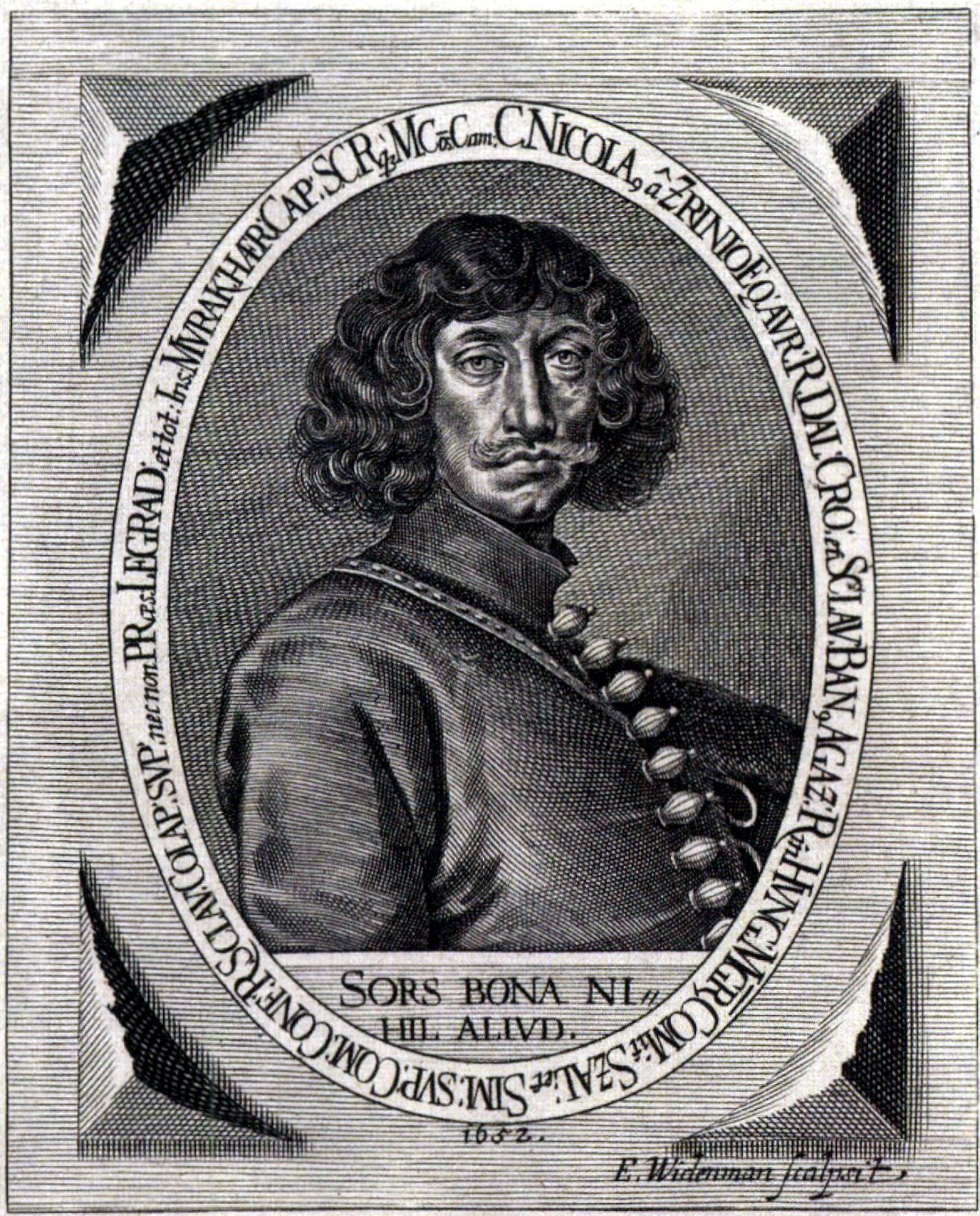
Il Bano della Croazia,conte Nicola Zrinski

La pace sancita dall'imperatore e dal sultano a Zsitvatorok venne definitivamente infranta all'aprirsi della seconda metà del Seicento. Il casus belli fu nuovamente fornito dalle contese tra i potentati dell'Europa balcanica. Si cominciò in Transilvania, con la campagna repressiva del Gran Visir Köprülü Mehmet Pascià contro Giorgio II Rákóczi (1658) e la successiva guerra civile tra Michele I Apafi e Giovanni Kemény. Successivamente (1661) il ban di Croazia, Nicola Zrinski, avviò una campagna di scorrerie e saccheggi nei territori ottomani per trascinare l'Asburgo in una nuova guerra contro i Turchi.
Nell'estate del 1663 il sultano Mehmet IV (1648-1687) inviò il Gran Visir Köprülü Fazil Ahmet, figlio di Köprülü Mehmet Pascha, che irruppe in Ungheria occidentale con 100000 uomini ed occupò la fortezza di Nové Zámky per farne il centro di una nuova provincia ottomana. L'Imperatore Leopoldo I chiese aiuto agli stati tedeschi ed all'Europa intera per radunare un esercito in appoggio alle sue forze: il suo comandante in capo, conte Raimondo Montecuccoli, poteva contare su solo 12 000 regolari Austriaci più 15000 croati di Zrinski. Risposero all'aggressione turca 30000 uomini dall'Impero (bavaresi, brandeburghesi e sassoni) e 6000 effettivi francesi inviati da Luigi XIV (formalmente alleato del sultano).
All'inizio del 1664 la coalizione imperiale si suddivise in tre corpi: l'armata meridionale della Mura (17000 uomini) al comando di Zrinski, l'esercito principale (28500 uomini) al comando del Montecuccoli e quello settentrionale (8500 uomini) al comando dell'ugonotto Jean-Louis Raduit de Souches; forze tutt'altro che omogenee, i cui generali non erano certo in ottimi rapporti tra loro.
In gennaio Zrinski saccheggiò i territori ottomani, distrusse il ponte sulla Drava presso Osijek, ma non riuscì a conquistare la fortezza di Kanizsa, soccorsa da Köprülü, che poi conquistò la fortezza di Neu–Zrin. La mancanza di rinforzi da parte di Montecuccoli incrinò i rapporti tra il ban e il comandante in capo.
Da Neu-Zrin il grosso dell'armata turca mosse su Vienna, ma sul fiume Rába, fra Mogersdorf ed il monastero cistercense di San Gottardo, fu sorpreso il primo giorno di agosto dall'armata del Montecuccoli: la Battaglia di Mogersdorf terminò sorprendentemente con la vittoria delle truppe imperiali.
Nella parte settentrionale dell'Ungheria l'armata del Souches ottenne piccoli successi contro i Turchi di Küçük Mehemmed Pascià e con la battaglia di Levice ottenne un buon risultato difensivo.
Nove giorni dopo la battaglia di Mogersdorf fu stipulata la pace di Eisenburg (10 agosto 1664) con un impegno futuro di 20 anni a non farsi guerra: i Turchi restituirono i territori occupati; la tripartizione dell'Ungheria fu confermata così come il controllo turco sulla Transilvania, guidata da Apafi; la fortezza di Neu–Zrin dovette essere smantellata. L'accordo, definito dagli Asburgo, deluse la nobiltà croata ed ungherese: la pace parve loro una scelta di comodo dell'austriaco che, a corto di soldi per una futura guerra con la Francia, aveva frettolosamente riconosciuto il controllo turco su altre terre. Gli impegni di Eisenburg avrebbero avuto fine nel 1683 e in quell'anno il conflitto riprese.

### La Grande Guerra Austro-Turca (1683-1699)
Nel 1683 gli accordi di pace di Eisenburg terminarono. Il sultano Mehmet IV affidò la guida dell'esercito turco ad un nuovo comandante in capo, Kara Mustafa, e cercò per la seconda volta (dopo l'assedio di Vienna del 1529), di occupare Vienna per trovarsi così spalancata la porta dell'Europa centrale e chiudere la contesa con gli Asburgo.

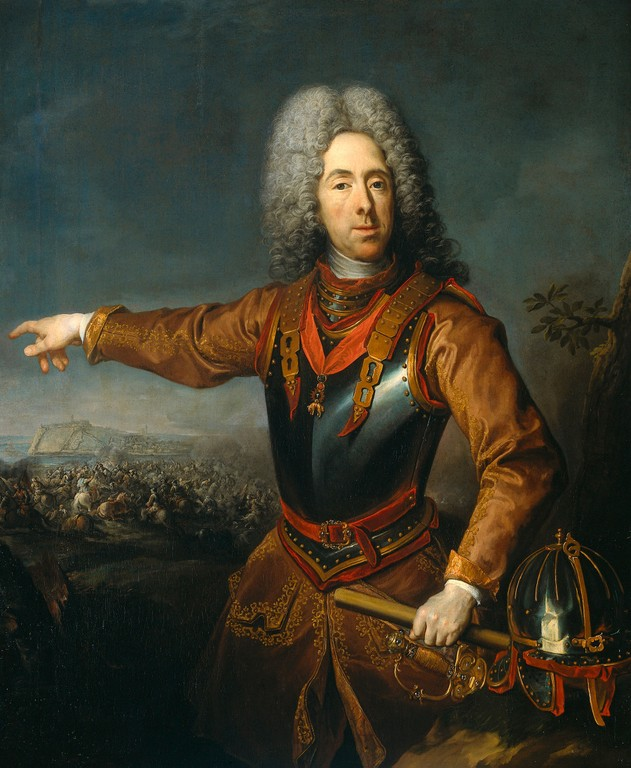
Il principe Eugenio di Savoia-Carignano

Grazie alla sconfitta turca sotto le mura di Vienna, l'imperatore Leopoldo I ebbe la possibilità di sferrare un duro contrattacco al sultano. Con l'aiuto di papa Innocenzo XI il 5 marzo 1684 fu stipulato il patto della Lega Santa contro gli Ottomani. Il re di Polonia Giovanni III Sobieski, l'imperatore Leopoldo I e la Repubblica di Venezia stipularono così un patto il cui scopo esclusivo era la lotta contro i Turchi.
Le nette vittorie degli Austriaci a Mohács (1687) e Zenta (1697), battaglia che confermò all'Europa il genio militare del principe Eugenio di Savoia, portarono alla definitiva cacciata dei Turchi dall'Ungheria. La conseguente tripartizione del regno ungherese andò in favore della casa d'Austria, che divenne così la nuova superpotenza dell'Europa Orientale.
La Pace di Carlowitz (1699), firmata dal sultano Mustafa II, chiuse il conflitto sancendo il definitivo declino della potenza turca nei Balcani.

## Il Settecento
La pesante sconfitta subita dagli Ottomani nella Lunga Guerra alienò per molto tempo il sultano dai propositi di guerra contro gli Asburgo. Luigi XIV di Francia, tradizionale alleato della Sublime Porta, aveva già chiesto l'aiuto di Istanbul contro gli Asburgo nel 1696, durante la Guerra dei Nove Anni; ripeté la richiesta nel 1703, durante la Guerra di successione spagnola. I Turchi si rifiutarono di scendere di nuovo in campo contro il principe Eugenio.

### Guerra austro-turca (1716-1718)
Nel 1711 la pace del Prut chiuse il conflitto tra la Sublime Porta ed i Russi. Gli esiti positivi della guerra contro lo zar convinsero i Turchi a progettare una revisione del trattato di Karlowitz. Per prima attaccarono Venezia, ritenuta l'anello più debole dell'antica Lega Santa, ritenendo che l'Austria, appena uscita dalla Guerra di successione spagnola (1701–1714), non fosse disposta a riprendere le armi in favore dell'alleato italiano.

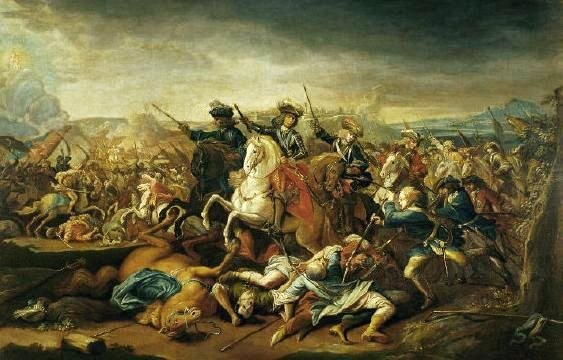
Il principe Eugenio nella Battaglia di Belgrado

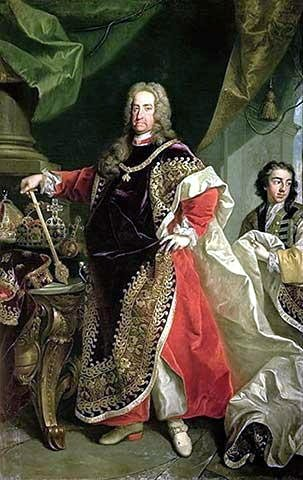
L'imperatore Carlo VI d'Asburgo

Nel 1714 il sultano Ahmed III dichiarò guerra a Venezia (Seconda guerra di Morea). Entro il 1715 gli Ottomani avevano riconquistato la Morea, persa da Istanbul durante l'ultima guerra turco-veneziana (1684-1699). L'anno successivo, su pressione di papa Clemente XI, l'imperatore Carlo VI rinnovò la sua alleanza con la Serenissima.
Nel luglio del 1716 il principe Eugenio sbaragliò i Turchi nella battaglia di Petervaradino poi (agosto) cinse d'assedio Temesvár che capitolò in ottobre, segnando la fine del controllo turco sul Banato. Nel giugno del 1717 Eugenio partì all'assalto di Belgrado che venne definitivamente riconquistata dagli Austriaci in agosto.
Trascinata in un nuovo conflitto europeo (la Guerra della Quadruplice Alleanza), l'Austria risolse di chiudere il conflitto con l'Impero Ottomano per ratificare le sue nuove conquiste nei Balcani.
Il 21 luglio 1718 la Pace di Passarowitz chiuse il conflitto. L'Austria ottenne il Banato, la Valacchia occidentale, la Serbia settentrionale con la città di Belgrado e parte della Bosnia. Venezia dovette rinunciare alla Morea, ma poté conservare le isole ionie ed estendere i propri domini in Dalmazia alle fortezze di Butrinto, Parga, Prevesa e Vonitza.

### Guerra austro-turca (1737-1739)

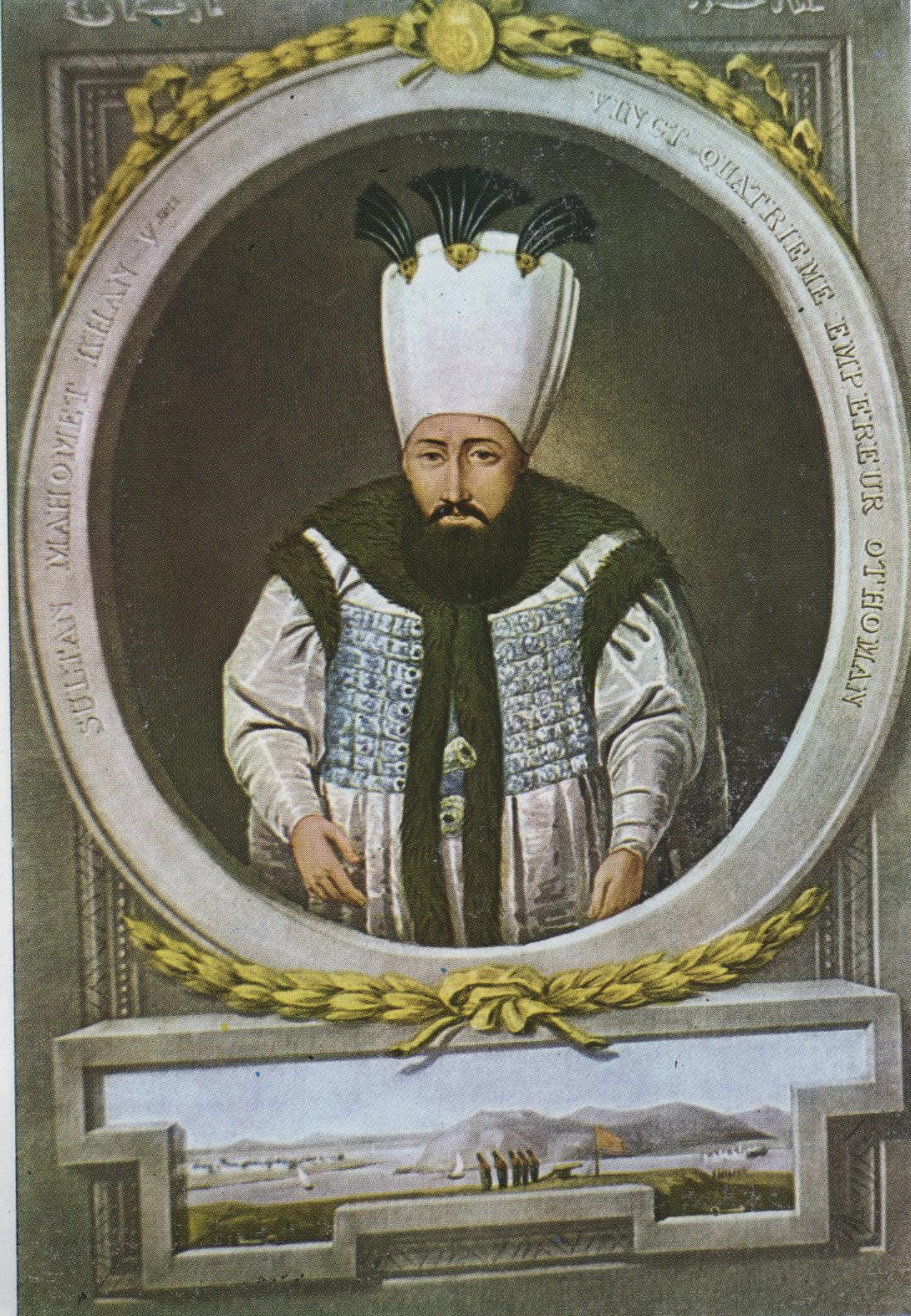
Il sultano Mahmud I

Dopo Passarowitz l'Austria aveva visto crescere i propri domini nei Balcani. A seguito della guerra di successione polacca (1733–1735/1738) i domini asburgici si erano però ridotti in Italia. L'imperatore Carlo VI iniziò allora a progettare un nuovo conflitto espansionistico ai danni del decadente Impero ottomano. Un insolito alleato per gli Asburgo arrivò da Oriente: la zarina Anna (1693–1740), decisa a proseguire le scelte espansionistiche di Pietro il Grande (1672–1725) verso il Mar Nero, mosse guerra alla Sublime Porta, in quel tempo già in crisi con la Persia (1731–1736). Approfittando di una razzia dei Tatari di Crimea, la Russia dichiarò guerra al sultano Mahmud I (1696–1754) nel 1735.
Il conflitto durò quattro anni: a fronte delle vittorie russe vi furono parecchie sconfitte austriache culminate con la disfatta dell'esercito austriaco, al comando del Feldmaresciallo Wallis, presso Grocka (Serbia) il 23 luglio 1739.
Il trattato di Belgrado (18 settembre 1739) fu un trionfo della diplomazia turca. Gli Ottomani si ripresero tutto ciò che avevano dovuto cedere all'Austria a Passarowitz, fatta eccezione per il Banato. Al trattato di Belgrado si aggiunse quello di Nyssa (3 ottobre 1739) con la Russia. Lo zar, nonostante i successi militari conseguiti dalle sue truppe comandate dal maresciallo Burkhard Christoph von Münnich (1683–1767), preoccupato della sconfitta degli Asburgo, si affrettò a concludere la pace rinunciando alle sue pretese sulla Crimea e sulla Moldavia in cambio dell'apertura di un porto ad Azov.

### Guerra austro-turca (1788-1792)

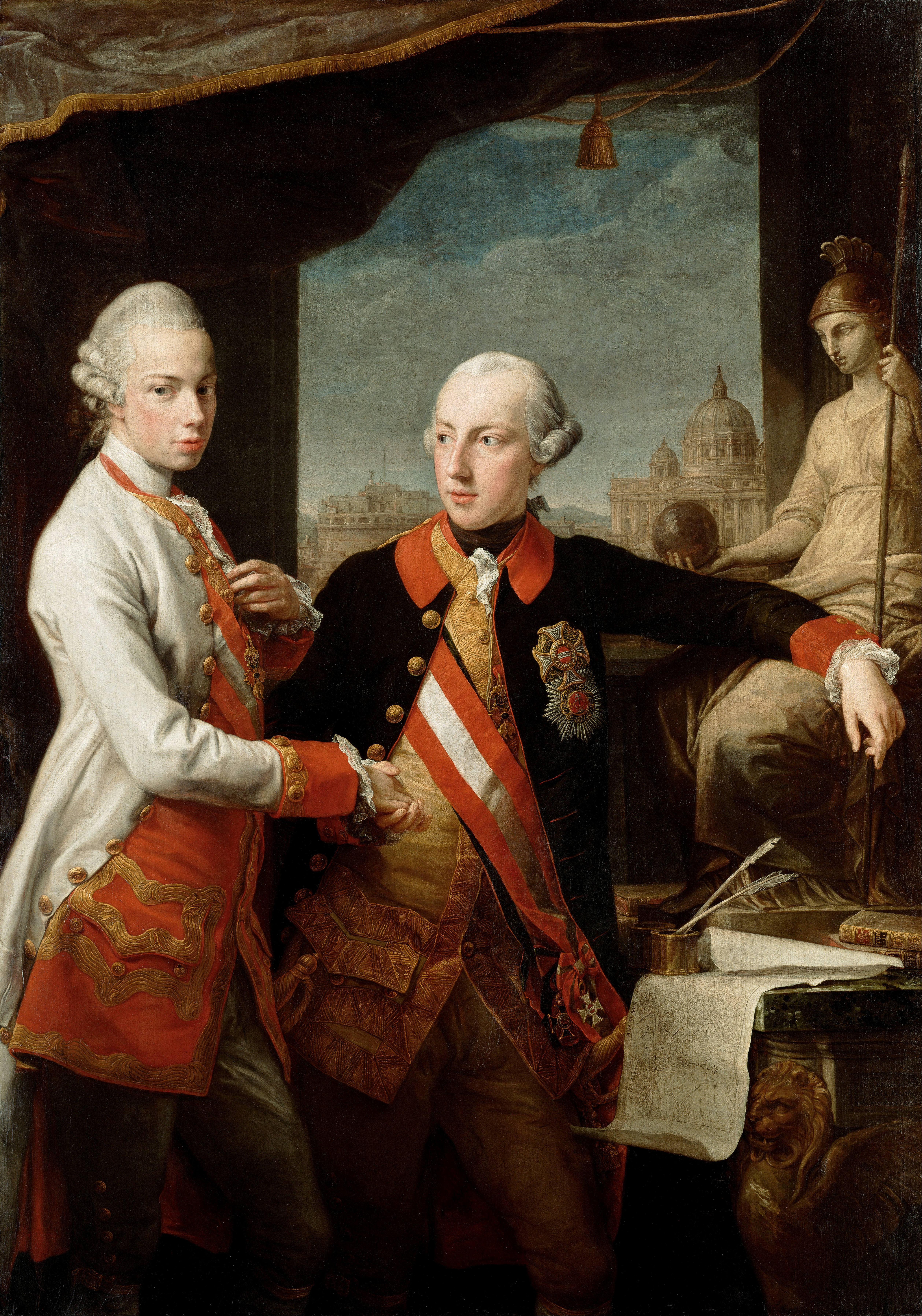
Leopoldo II d'Asburgo (a sinistra) e Giuseppe II d'Asburgo.

Costretta a riconoscere il crescente potere della Prussia a seguito della Guerra dei sette anni (1756-1763) e della Guerra di successione bavarese (1778-1779), uscita sostanzialmente penalizzata nella spartizione della Polonia, l'Austria risolse, al volgere del XVIII secolo, di impegnarsi in una nuova guerra espansionistica ai danni dell'Impero Ottomano.
Nel 1787 l'imperatore Giuseppe II fece pressioni sulla zarina Caterina II per una nuova guerra contro i Turchi, che permettesse all'Austria di rifarsi dopo lo smacco del Trattato di Belgrado. Reduci dalle vittoriose operazioni in Crimea, i russi attaccarono l'Impero ottomano. L'Austria scese in campo nel 1788 ma non ottenne alcun risultato significativo.
Il conflitto venne chiuso dall'intervento di altre potenze europee: la Svezia di Gustavo III attaccò la Russia, costringendo Caterina a distogliere truppe dalla Crimea per difendere Mosca, mentre la Prussia di Federico Guglielmo II convinse il nuovo imperatore Leopoldo II a misconoscere l'alleanza con i Romanov. Lo scoppio della Rivoluzione francese e le mire espansionistiche della Russia convinsero gli Asburgo della necessità di pacificare il loro confine orientale per concentrarsi sulla scena politica europea.
Ritornata in possesso di Belgrado, consegnatasi al Feldmaresciallo Ernst Gideon von Laudon nel 1789, l'Austria siglò la pace con Istanbul a Sistova il 4 agosto 1791. Leopoldo II riconsegnò Belgrado agli Ottomani e si contentò di una piccola striscia di territorio bosniaco.
La Pace di Sistova chiuse formalmente il conflitto scoppiato tra gli Asburgo e gli Ottomani nel 1526. Le future espansioni territoriali dell'Austria nel territorio balcanico sarebbero state il frutto di un serrato gioco diplomatico e non più di uno scontro diretto con il sultano.

## Conclusione (XIX-XX sec.)
Il XIX secolo segnò per l'Impero ottomano una fase di grande decadenza. Mentre l'Europa occidentale (Francia, Inghilterra e Prussia), grazie alla Rivoluzione Industriale ed all'Imperialismo, vedeva la propria potenza crescere sistematicamente, i Turchi non riuscirono nell'ammodernamento del loro impero e dovettero fronteggiare i problemi scatenati dalle varie rivoluzioni nazionalistiche dell'area balcanica (su tutti l'esempio della Guerra d'indipendenza greca).
L'Impero austriaco, come quello ottomano, ebbe del pari problemi dovuti sia  a uno svantaggio tecnologico nei confronti di altre potenze europee (su tutti lo smacco della Guerra austro-prussiana del 1866), sia alla rinascita indipendentistica degli Stati sottomessi agli Asburgo. La creazione dell'Impero austro-ungarico (1867) permise però a Vienna di chiudere con un buon compromesso la questione nazionalistica più pericolosa per l'integrità del dominio.
Impossibilitata a crearsi un proprio impero coloniale, l'Austria puntò inevitabilmente a un attacco ai danni di Istanbul per aumentare i propri domini. Fu l'intervento della Francia e dell'Inghilterra a salvare i Turchi dagli appetiti degli Asburgo e del sempre più potente Impero russo. Dopo la Guerra turco-russa (1877-1878), l'Austria-Ungheria occupò la Bosnia-Erzegovina, ottenendo poi conferma della mossa da parte delle altre potenze europee nel Congresso di Berlino voluto dal cancelliere prussiano Otto von Bismarck.

### Prima Guerra Mondiale

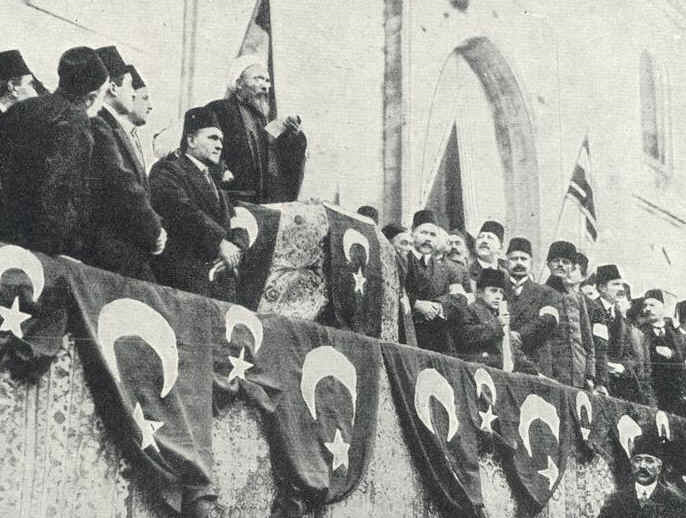
Dichiarazione di guerra degli Ottomani.

La Prima guerra mondiale iniziò il 28 luglio 1914, quando un nazionalista serbo, Gavrilo Princip, assassinò l'Arciduca Francesco Ferdinando a Sarajevo. L'Austria-Ungheria dichiarò guerra alla Serbia dopo aver visto rifiutate le proprie richieste di partecipare alla ricerca e alla persecuzione delle organizzazioni terroristiche; la Russia si schierò a fianco della Serbia, mentre la Germania si schierò a fianco dell'Austria. L'Impero Ottomano si unì alle Potenze Centrali (Austria e Prussia) nell'ottobre-novembre, dopo la firma dell'Alleanza turco-tedesca del 2 agosto 1914, con l'intento di riprendersi i territori caucasici conquistati dai russi con il conflitto del 1877-78 ed indebolire l'Impero britannico in Medio Oriente.
La minaccia russa nel Caucaso e l'ingerenza britannica sul suolo musulmano, erano riuscite a sedare una volta per tutte la contesa scoppiata cinque secoli prima tra Ferdinando d'Asburgo e Solimano il Magnifico.